# So Sedated, So Secure
So Sedated, So Secure è il secondo album in studio del gruppo melodic death metal statunitense Darkest Hour, pubblicato nel 2001.

## Tracce
1. An Epitaph – 3:44
2. So Sedated, So Secure – 4:09
3. The Hollow – 3:27
4. Another Reason – 4:32
5. No Closer Than a Stranger – 4:50
6. A Cold Kiss – 4:16
7. Treason in Trust – 5:15
8. The Last Dance Massacre – 8:45

## Formazione
- John Henry - voce, chitarra acustica, piano
- Mike Schleibaum - chitarra
- Ryan Parrish - batteria, chitarra acustica, piano
- Frederick Ziomek - chitarra
- Billups Allen - basso